# Alegría (flamenco)
De alegría is een opgewekte stijl van de Spaanse flamenco die deel uitmaakt van de groep van cantiñas, de liederen van Cádiz bij uitstek.
De alegrías zijn, zoals de naam het zegt, vrolijk, en volgens sommigen afkomstig van de jota de Aragón. Men zegt dat deze zijn bewerkt door de gitanos, de Spaanse zigeuners. Er zijn twee soorten alegrías: de ‘la’-toonsoort om te dansen en de ‘mi’-toonsoort om te zingen. Afleidingen hiervan zijn de cantiñas, de mira brás, romeras en caracoles. Ze hebben allemaal een moedig ritme dat overeenkomsten heeft met de bulerías por soleá:
Alegrías hebben een ritme van twaalf tellen. Het ritme is vergelijkbaar met de andere flamencovorm soleares, maar is sneller en wordt niet in mineur, maar in majeur toonaarden gespeeld. Het ritme kan als volgt worden weergeven: 1 2 [3] 4 5 [6] 7 [8] 9 [10] 11 [12].